# 연금술

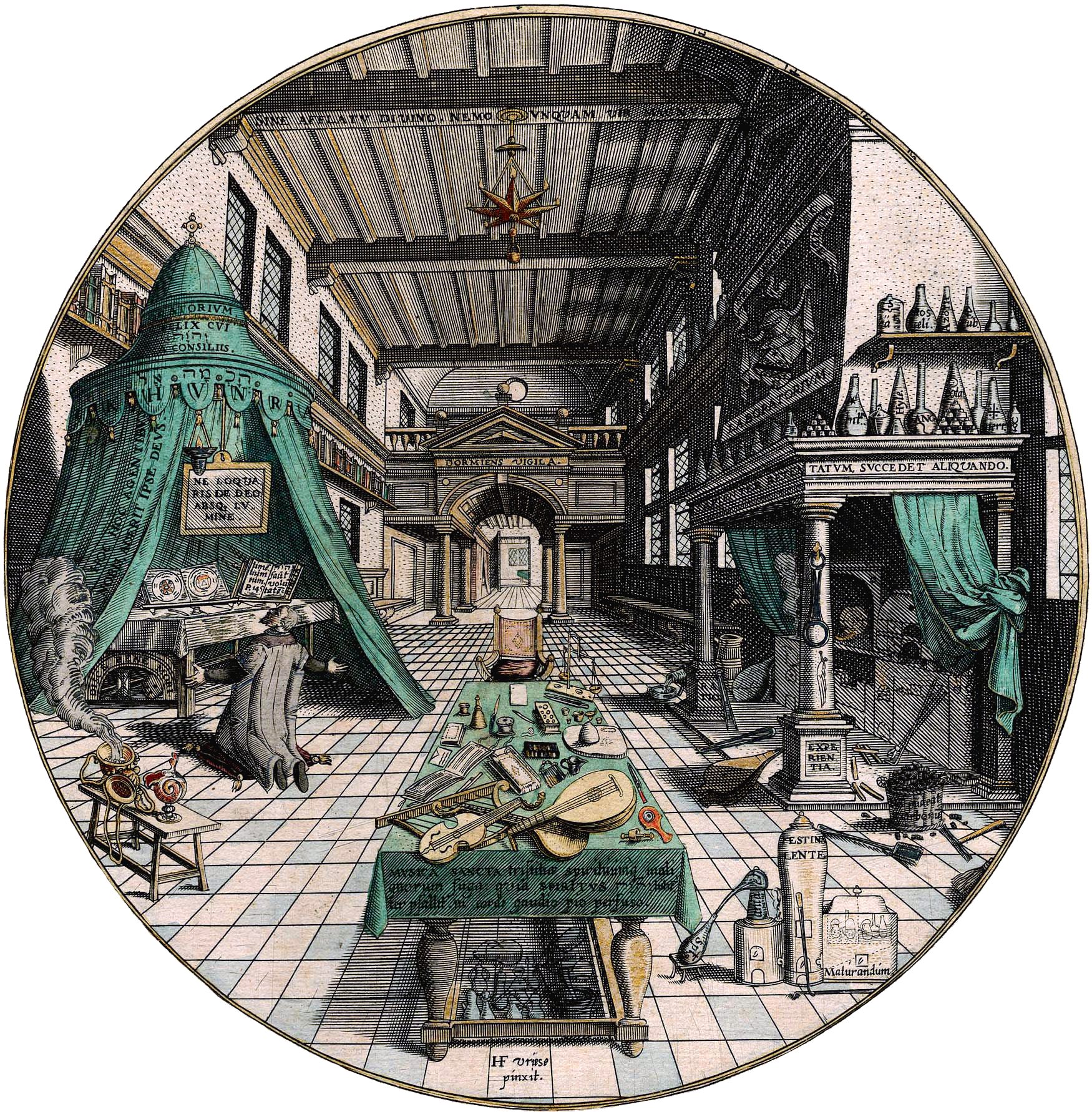
연금사 하인리히 쿤라드(Heinrich Khunrath)의 실험실, 1595년경: 문틀에 적힌 라틴어 문장의 뜻은 신이 없다면 어떤 인간도 '위대'해질 수 없다"이다

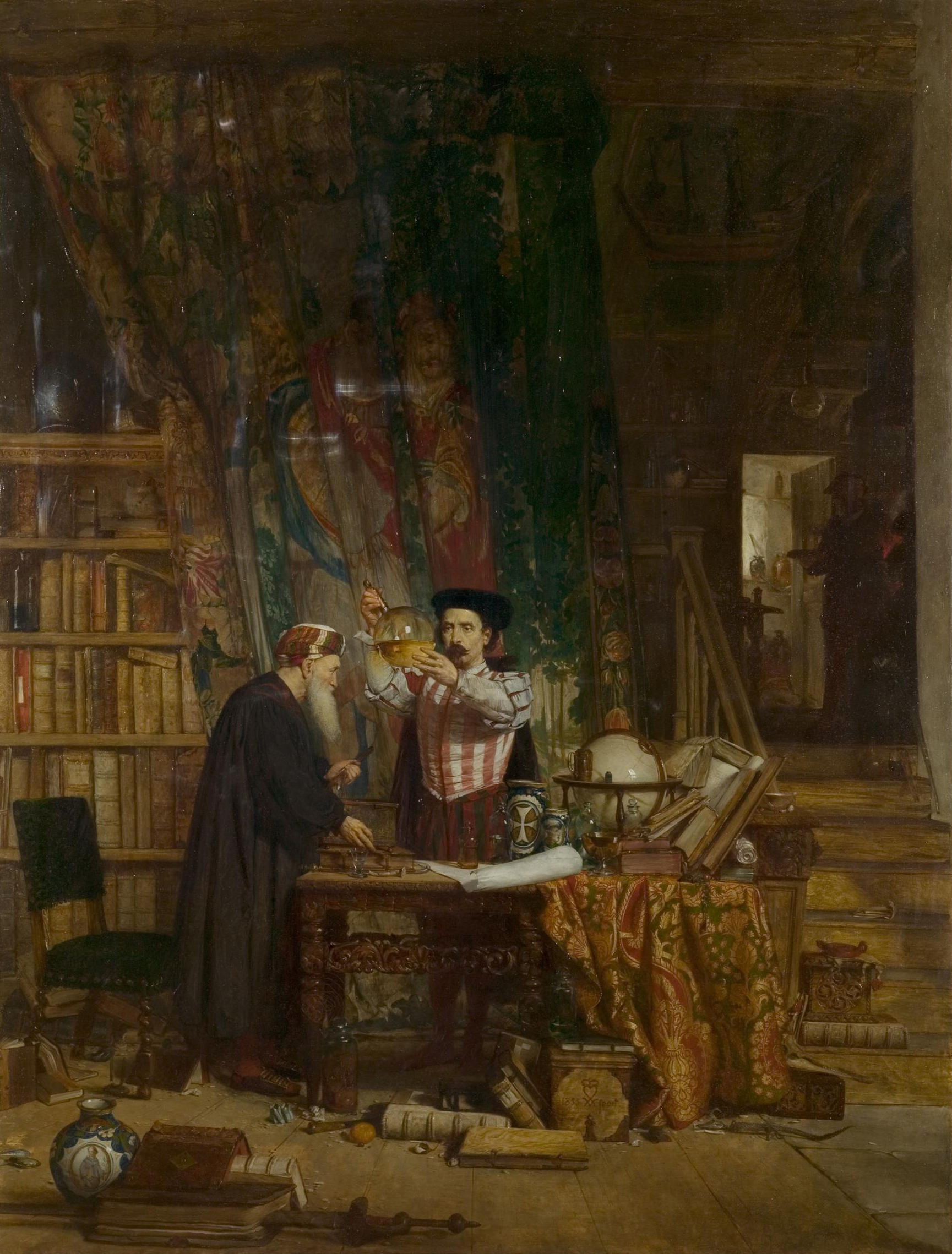
윌리엄 더글러스작 《연금술사》

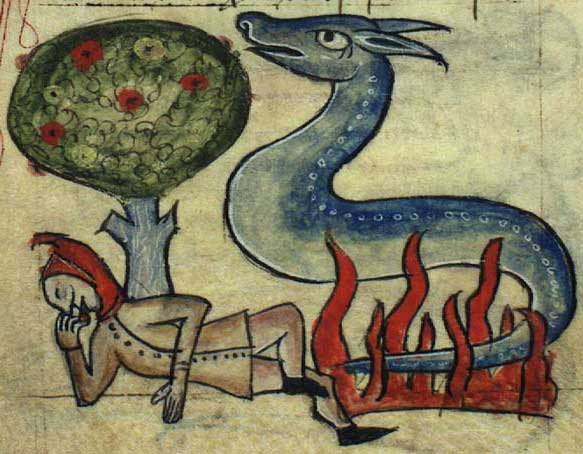
연금술에서 중요시되는 살라만드라

연금술(鍊金術, 문화어: 련금술)은 근대 과학 이전 단계의 과학과 철학적인 시도로서, 화학, 금속학, 물리학, 약학, 점성술, 기호학, 신비주의 등을 거대한 힘의 일부로 이해하려는 운동이다. 흔히 금속에서 금 등의 귀금속을 정련하려는 시도로 알려져 있다. 연금술은 메소포타미아, 고대 이집트, 페르시아, 인도, 중국 등에서 이루어졌으며, 고대 그리스와 로마 그리고 이슬람 문명권과 유럽에서 19세기까지 여러 단체와 철학적 시스템으로 2500여 년 동안 서로 상호작용해왔다.

## 어원과 역사
연금술에 해당하는 서양의 단어(alchemie 등)은 아랍어의 "al-kymiya 알키미야"에서 왔고, 이것이 그리스어에서 차용되어 "χυμεία키메이아"가 되었다. "Al"은 아라비아의 접두어이고 "Kemet"나 "Chemi"는 이집트어로 나일강 삼각주에서 나온 검은 것, 또는 검은 땅 등을 나타낸다. 이러한 검은 땅은 "화학적인chemical" 성분을 포함하고 있고, 땅은. 따라서 연금술이라는 말은 "이집트인에게 주는 신의 창조물"이라고도 번역할 수 있다. 그리스어의 "키메이아"는 대개 "빚어내다"로 번역한다. 이런 의미에서 연금술은 "만듦의 학문"이라고 할 수 있다. 따라서 이 둘을 절충하여 이해할 수 있겠다. 연금술의 가장 기본이 되는 문서는 아랍어로 되어 있는 타불라 스마라그디나(Tabula Smaragdina)로서, 연금술사 헤르메스 트리스메기스토스의 이름을 따서, 헤르메시즘의 성서라고도 불린다.
연금술은 약 4천년간 아시아, 유럽, 아프리카의 세 대륙에서 여러 가지 철학적 전통을 다루고 있다. 일반적으로 비밀과 상징 언어를 사용한 전통 때문에 이들 간의 상호 영향과 관계를 추적하는 것이 어렵다. 하지만 최소 세 개의 주요 가닥을 구별할 수 있는데, 이들은 적어도 초기 단계에는 독립적이었던 것으로 보인다. 중국과 그 문화권을 중심으로 하는 중국의 연금술, 인도 대륙을 중심으로 인도 연금술, 지중해 주위에서 발생하였으며 그 중심이 그리스-로마 이집트에서 이슬람 세계로, 다시 중세 유럽으로 수천년에 걸쳐 이동한 서양 연금술이 그것이다. 중국 연금술은 도교 및 달마 신앙을 가진 인도 연금술과 연결되어 있는 반면, 서양 연금술은 이와 별도로 그 철학 체계를 발전시켰으며 여러 서양 종교에 영향을 받았다. 이들 세 가닥이 공통된 기원을 공유하거나 어느 정도 서로 영향을 주었는지는 여전히 의문이다.

## 철학적이고 영적인 학문으로서의 연금술
중세 아랍에서 발달한 분야로 현재의 기준에서 보면 과학이 아니라 미신이나 마술에 가깝다. 고대로부터 약 2000년 이상 신봉되었던 원소 변환설을 근거로 값싼 철이나 납과 같은 금속을 비싼 금으로 바꾸려고 하였다.

## 현대의 연금술
현대의 연금술은 고대, 중세 유럽에서는 귀족들을 회유하고 속이는 데에서 '연금술을 통해서 납을 금으로 만들 수 있다'라고 믿어졌지만 화학이라는 개념이 생겨나면서 연금술은 거짓으로 판명되었다. 현대 기술을 통해 다른 금속을 금으로 바꾸는 연금이 가능하기는 하나 만드는 비용이 그 효용보다 크기에 무용하다. 따라서 현대에 이르러서 대체로 판타지(Fantasy)적 개념으로 쓰인다.

## 연금술에 대한 지금의 연구
상당한 시간이 흐르고 나자, 특정 원소들에게 특정 에너지의 방사선을 투사시키면 원자의 핵이 변형되면서 금을 만들 수 있다는 것이 알려졌다. 그러나 실제로는 성공률이 매우 낮은 데다가 비용도 너무 많이 들어 실제로 이 방법으로 금을 만들지는 않는다. 또 원소들 중 이 방법이 성공할 확률이 가장 높은 것이 백금이다. 금을 만드는 것은 비경제적이지만 값싼 금속을 이용해 주기율표에서 인접한 산업적으로 사용되는 비싼 금속을 합성하는 귀금속 합성은 성공할 가능성이 있다...

## 연금술의 의의
연금술은 정말로 금속들을 금으로 만드는 데 목적이 있는 것이 아니다. 연금술의 목적은 인간의 계몽에 있다. 납을 금으로 변화시킨다는 것은 은유에 지나지 않는다. 금은 변화라는 엔트로피를 거부하는 거의 유일한 금속이다. 시간이 흘러도 그 모습 그대로이며, 물에 담가 놓아도 땅에 묻어 놓아도 마찬가지이다. 이러한 불변성 때문에 사람들이 금에 끌리게 되는 것이라는 주장도 있다. 연금술사들은 몇 천 년이나 실험을 거듭했으나 대부분 금과 전혀 다른 납을 금으로 바꾸지 못하였다. '납을 금으로 변화시킨다'라는 말을 말 그대로 받아들였기 때문이다. 연금술이 가지고 있는 진짜 의미는 납을 금으로 바꾸는 것이 아니라, 무지몽매한 낮은 수준에 머물러 있는 '인간'을 금 같이 여러 방면으로 고귀한(영적이든 지적이든) '인간 혹은 신'으로 승화시키는 것을 의미한다. 연금술의 오래된 금언에서는 "인간이 바로 신이다"라는 구절이 있다. 납을 금으로 변화시키듯이 인간의 내부에 숨겨져 있는 잠재력을 끌어내어 신성화된 존재로 탈바꿈시키는 것을 의미하는 구절이다. 연금술의 진짜 목적은 인간의 계몽에 있다.
"너희들이 바로 신임을 모르느냐?" - 헤르메스 트리스메기스토스. 연금술사.

## 같이 보기
- 마법
- 서양의 밀교
- 점성술
- 철학자의 돌
- 카발라
- 프리메이슨
- 헤르메스주의
- 헤르메스주의 문헌(코르푸스 헤르메티쿰)
- 법처소섭색의 정자재소생색